# مدينة بغداد المدورة
مدينة بغداد المدوّرة أو بغداد العبَّاسية أو مدينة السَّلام كما عُرفت به رسميًا، هي المدينة الأصليَّة لبغداد المُعاصرة والمُختلفة عنها جزئيًا، أمر الخليفة العباسي أبو جعفر المنصور ببنائها بهدف جعلها عاصمة لدولة الخلافة، ليكتمل معظم بنائها في عام 146هـ / 763م كمقر رسمي للحكومة، لتُصبح عاصمة الخلافة العبَّاسية لنحو خمسة قرون حتى سقوطها بيد المغول سنة 656هـ / 1258م.
بنيت على الضفة الغربية لنهر دجلة، وعلى قرية بغداد القديمة، واستغرق بنائها اربع سنوات، وبلغت مساحتها حوالي أربعة اميال.
تم بناء المدينة على مرحلتين: أُنجِزت الأولى عام 146هـ وكانت هي أهم المرحلتين، وقد توقّف العمل بعدها ستة أشهر بسبب بعض الحركات المعارضة.
الثاني: وهي المرحلة التكميلية، واستمرت ثلاث سنوات، ابتدأت من انتقال المنصور اليها عام 146هـ، وأُنجِزت عام 149هـ.

يعتبر تخطيط مدينة بغداد المدورة ظاهرة جديدة في الفن المعماري الإسلامي، ولاسيما في المدن الأخرى التي شيدها العباسيون مثل مدينة سامراء وما حوته من مساجد وقصور خلافية فخمة. وإلى جانب العمارة وجدت الزخرفة التي وصفت بأنهما لغة الفن الإسلامي، وتقوم على زخرفة المساجد والقصور والقباب بأشكال هندسية أو نباتية جميلة تبعث في النفس الراحة والهدوء والانشراح.

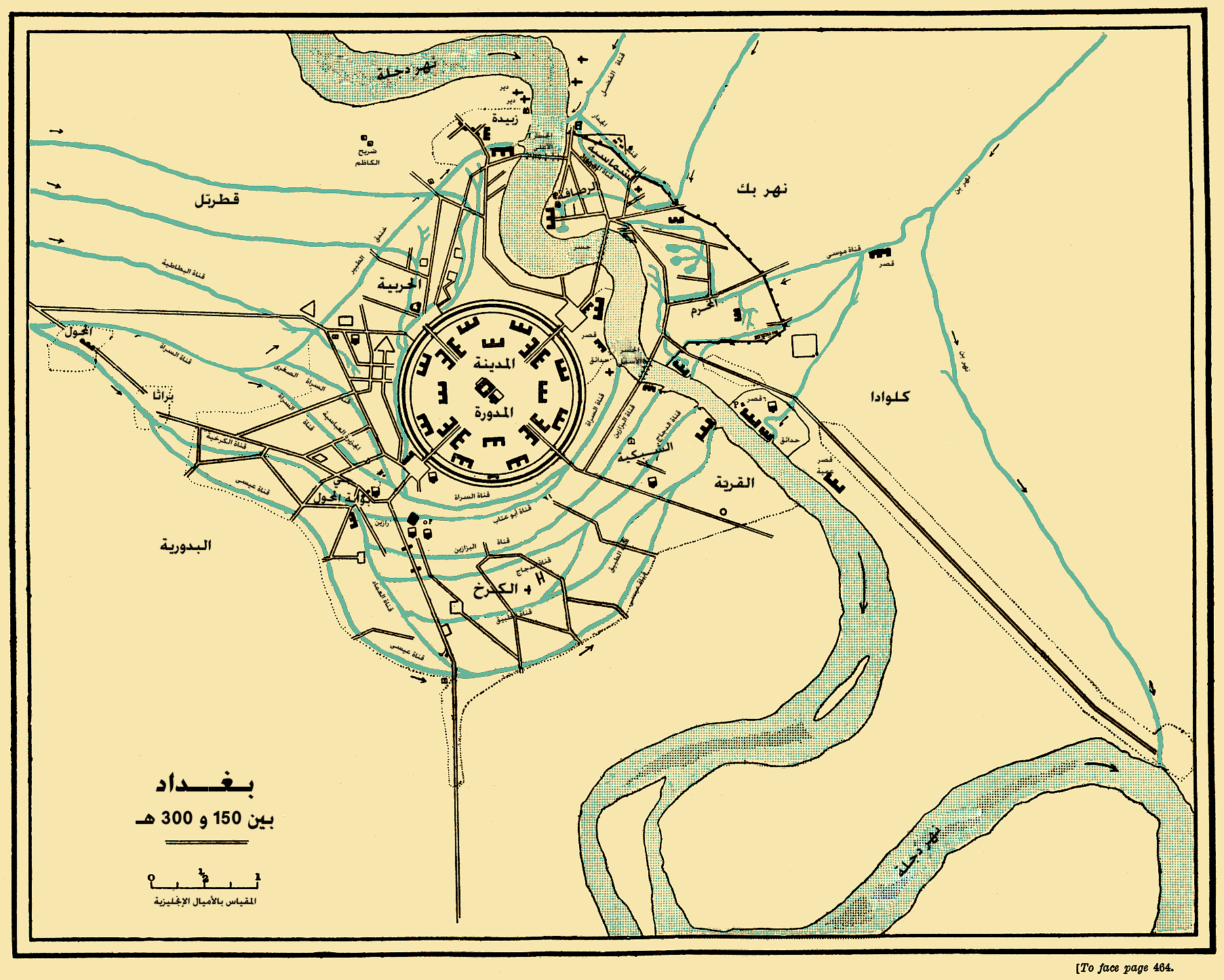
مخطط لمدينة بغداد المدورة

اشتهرت عدة معالم لبغداد، منها: الشكل المدور للمدينة وهو الذي ميّزها عن سائر مدن العالم حتى قال عنها اليعقوبي (ولا نعرف في جميع الأقطار مدينة غيرها)، وقد اشتهرت بغداد بهذا الشكل المدوّر حتى وُصِفت بالمدينة المدورة. ومن أشهر أينيتها قصر الذهب وجامع المنصور ومكتبة دار الحكمة. وللمدينة خندق أُحيطت به وقد شُقّت له قناة من نهر الكرخايا ليجري فيه الماء وهو أحد التحصينات العسكرية للمدينة. ولها سور خارجي طوله 20 ذراعاً، وارتفاعه 35 ذراعاً.تذكر الروايات التاريخية ان أبواب بغداد ثمانية، أمّا الأبواب الخارجية فأربعة هي (باب الكوفة / وباب البصرة / وباب الشام / وباب خراسان).سُجلت المدينة كموقع في الدائرة العامة للآثار في بغداد في قضاء الكاظمية في منطقة الشالجية.

## أسباب البناء واختيار الموضع

أرسل الخليفة بنفسه مجموعات استكشاف لاستطلاع أفضل المواضع من جرجرايا حتى الموصل، لبناء عاصمته الخالدة، فكانت أرض بغداد أوسط أرض العراق.

في بداية الأمر، تنقَّل الخليفة أبُو العبَّاس السَّفَّاح بين ثلاث مواضع، فتُوفي ولم يضع حلًا مرضيًا لمشكلة اتخاذ عاصمة دائمة للدَّولة الوليدة، فلما خلفه المنصُور، اهتم باختيار عاصمة لدولته، فأكمل استقراره في الهاشميَّة من نواحي الكوفة التي استقرَّ بها السَّفَّاح قبله، إلا أن ظهور الرَّاونديَّة وحدوث الاضطرابات قرب قصره ومحاولتهم قتله، أعطت المنصُور شعورًا بأنه لم يعد من الآمن البقاء فيها، فكره سُكَّانها وكره مُجاورة أهل الكوفة لكونهم على استعداد لدعم أي ثورة وإفساد الجند عليه، وشعر بأن اللحظة قد حانت للبحث عن موضع يبني فيه مدينة جديدة له وكان خالد بن برمك أحد ممن وافقه الرأي. أرسل المنصُور مجموعة لاستكشاف المواضع المناسبة ليبني فوقها، وذهب بنفسه للاستكشاف أحيانًا، فانطلقوا إلى جرجرايا، ثم ساروا إلى موضع بغداد وكانت عبارة عن قرى ودير ثم مضوا إلى الموصل لإيجاد أفضل موقع لتشييد حاضرة الخلافة، ثم عادوا أخيرًا إلى موضع بغداد واستحسنوه، وأخبروا المنصُور عنها، فذهب الأخير وألقى نظرة عليها وقال: «هذا موضع معسكر صالح، هذه دجلة ليس بيننا وبين الصين شيء يأتينا فيها كل ما في البحر، وتأتينا الميرة من الجزيرة وأرمينية وما حول ذلك، وهذا الفرات يجيء فيه كل شيء من الشَّام والرَّقَّة وما حول ذلك»، وكان ذلك في سنة 144هـ / 761م، أي قبل ثورة مُحمد النَّفس الزكيَّة بفترة.
لم يكن اختيار الموقع كافيًا بالنسبة للمنصُور فحسب، بل أراد معرفة أحوالها وأجوائها في الصيف والشتاء والعواصف ونقاء هوائها وما إلى ذلك، فوجدها المُرشَّحة الأولى لذلك. ومما زاد من أهمية موضع بغداد وإنشائها، أن لها ميزة إداريَّة وحربيَّة، خاصةً أن الهدف الرئيسي من بناء بغداد كان عسكريًا بالدرجة الأولى، ففي نصيحة دهقان وصاحب موضع بغداد للمنصُور قال: «وأنت بين أنهار لا يصل إليك عدوك إلا على جسر أو قنطرة، فإذا قطعت الجسر وأخربت القناطر لم يصل إليك عدوك وأنت بين دجلة والفرات لا يجيئك أحد من المشرق والمغرب إلا احتاج إلى العبور، وأنت متوسط للبصرة وواسط والكوفة والموصل والسواد كله وأنت قريب من البر والبحر والجبل».
اعتنى المنصُور باتخاذ عاصمته في العراق لتوسطها الأقاليم الشَّرقيَّة كفارس وخُراسان، والغربيَّة كالشَّام ومصر، والجنوبيَّة كالحجاز وعُمان، فضلًا لكون العراق مصدر قُوة العبَّاسيين وأنصارهم، في حين كانت دمشق عاصمة الأمويين ومركز العرب ذوي الأهواء الأمويَّة، بينما تفتقر الحجاز للموارد اللَّازمة، ولبعد أهلها عن أمور الخلافة ومشاكلها منذ ثورة عبد الله بن الزبير سببًا إضافيًا. يروي الطَّبري عن حمَّاد التُّركي أن المنصُور نزل دير سوق البقر (الذي بُني فوقه قصر الخُلد)، وأخبر راهب الدير بأنه يريد بناء مدينة في محله، فأجابه الرَّاهب قائلًا: «لا يكون، إنما يبني ها هنا ملك يقال له أبو الدوانيق» فضحك المنصُور في نفسه، وقال: «أنا أبو الدوانيق» وأمر بتخطيط المدينة. وقيل أنه سأل راهبًا إن كان يجد في كتبه شيئًا حول بناء مدينة، فأجابه الرَّاهب بأن رجلًا يدعى مقلاص سيبنيها، فأجاب المنصُور: «أنا كنت أدعى مقلاصًا في حداثتي»، فرد الرَّاهب: «فأنت إذًا صاحبها».

## أصل التسمية
أطلق المنصُور اسم مدينة السَّلام على عاصمته الجديدة، لأن دجلة كان يُقال لها وادي السَّلام، وهو الاسم الرَّسمي الذي استخدم في الوثائق وصك النُّقود. وقيل مدينة أبي جعفر أو المدينة الهاشميَّة. عُرفت مدينة السَّلام بأكثر أسمائها شُهرةً وهو بغداد، وهي تسمية أعجميَّة، ويعود أصلها لما ذكره بعض المُؤرخين أنه أُهدي لكُسرى خصي من المشرق فأقطعه بغداد، وكان لهم صنم يعبدونه يقال له بغ، فقال الخصي: بغ داد، أي أعطاني الصنم، فجرت العادة على ما قاله بين الناس بجمعها في كلمة بغداد، وكان الاسم محل كراهية بين الفُقهاء المُسلمين. وقيل أن اسمها مشتق من بغددو أو بكددو حسب ما ورد في الآثار المسماريَّة الراجعة للألف الثاني عشر قبل الميلاد.

## بناء بغداد

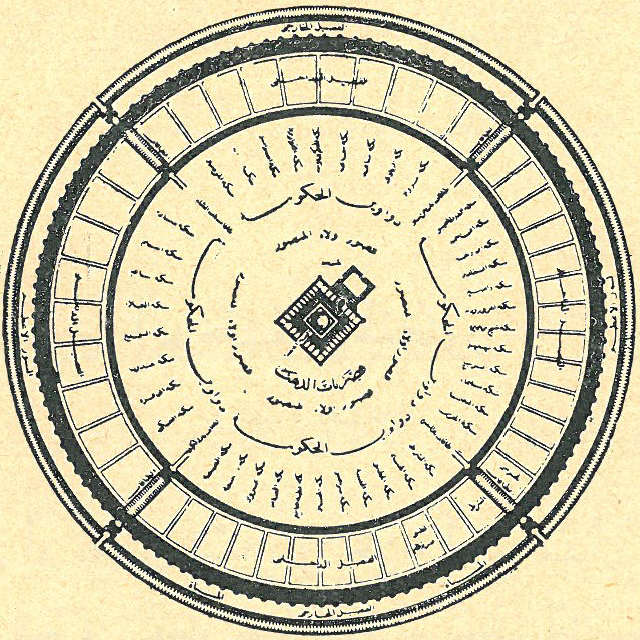
خريطة تظهر حدود المدينة المُدوَّرة التي بناها المنصُور واتَّخذها حاضرة للخلافة الإسلاميَّة حين استقر فيها في شهر صفر سنة 146هـ / مايو 763م.

كان موضع بغداد عبارة عن مزرعة لستين شخصًا يُقال لها المُباركة، فاشتراها منهم المنصُور وأرضاهم بقيمته، ثم استدعى المُهندسين والبنائين والحفَّارين والحدَّادين وغيرهم ممن يجيد ويفهم أمور البناء من الشَّام والموصل والجبال والكوفة وواسط والبصرة، حتى اجتمع له ألفين من الصُّناع والمهرة، واختار معهم قومًا من ذوي الشَّرف والفضل ليقوموا على أمر البناء مثل الإمام أبُو حُنيفة النعمان، والحجَّاج بن أرطأة. أمر المنصُور قبل بدء البناء أن يرى نموذجًا لشكل المدينة المُستقبلي، لتُرسم الأرض بالرماد، فسار في طرقاتها ودخل أبوابها ورحابها وتخيَّلها على حالها القادم، ولأنه اهتم بإيضاح معالمها بصورة أدق، وضع على الخطوط حبَّ القطن ثم وضع عليه النَّفط ليُشعل فيها النار، فرُسمت حدود المدينة ومعالمها واتضحت له تمامًا، فأمر ببدء البناء على أساس التخطيط الذي أراده، فباشر الصُّناع والمهرة بحفر الأساسيات، وضرب اللبن وطبخ الآجر ابتداءً من سنة 145هـ / 762م. وضع المنصُور بنفسه أول أحجارها قائلًا: «بسم الله والحمد لله والأرض لله يورثها من يشاء من عباده والعاقبة للمتقين، ابنوا على بركة الله».
يعد تخطيط وبناء بغداد تعبيرًا واضحًا على عِلم المنصُور ورجاحة عقله، فقد تدخَّل بنفسه في اختيار وتخطيط وتصميم حاضرة الخلافة الجديدة. قُسِّم بناء بغداد بين أربعة مُشرفين، يتولى كل واحدٍ منهم متابعة البناء في قسمه. بُني للمدينة أربعة أبواب، فوق كُل باب قُبَّة فسيحة قطرها خمسون ذراعًا (نحو 57 متر)، يجلس فيها المنصُور إذا أراد النظر أو الاستمتاع أو المراقبة. عُرفت الأبواب الأربعة: باب خُراسان (ويُسمى باب الدَّولة) تقديرًا لكون خُراسان مهد دولة بني العبَّاس، وكانت القبة تكشف الأنهار والجداول وطريق خُراسان، وباب الشَّام وتكشف قبتها الأرباض وامتداد الأنحاء خارج بغداد، وباب البصرة وتكشف قبتها منطقة الكرخ والأسواق الجنوبيَّة، وختامًا باب الكوفة وقبتها تكشف البساتين والضياع. حفر عند الأبواب الخنادق وعُمل لها سورين وفصيلين (وهو حائط قصير أقل من السُّور)، بين كل بابين فصيلان والسُّور الداخل أطول من الخارج، ومنع البناء تحت السُّور الطويل الداخل أو السكن فيه، ثم بني من بعده القصر والمسجد الجامع.

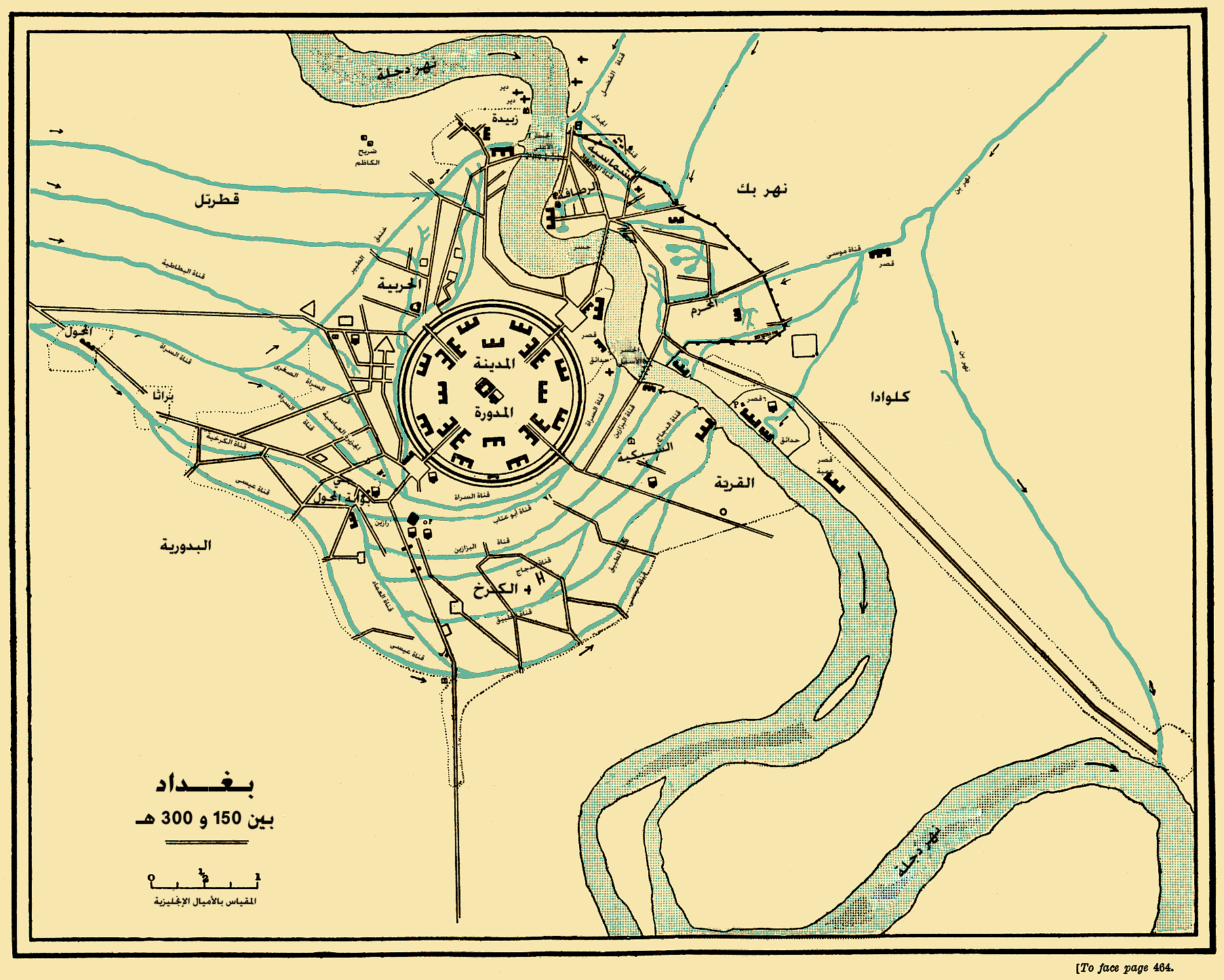
مُخطط يظهر توسُّع ونهضة بغداد الكبيرة خلال قرنًا ونصف قرنٍ من الزمان، بين 150 إلى 300هـ / 767 - 913م.

كان الهدف من إنشاء بغداد هو جعله سكنًا للخليفة وحاشيته وحرسه وجنده، أي أن سكانها الأوليين كانوا أناس مُختارون من ذوي الطابع العسكري بالدرجة الأولى، ثم الإداري، إلا أن بناء بغداد ونموُّها واحتياجها للمزيد من السُّكان، جعلت المنصُور يأمر بإنشاء أسواق الشراء والبيع في مختلف أرجاء بغداد وإنشاء الأحياء السكنيَّة مثل الرصافة والكرخ. كانت الأسواق في البداية قريبة من قصر الخلافة، فكانت أصوات الباعة وصوت الأسواق تُسمع منه، فعاب ذلك بعض البطارقة الرُّوم ونبَّه المنصُور بثلاثة عيوب لم تخطر في باله، فأخبره بعدم وجود المياه، وأن المدينة ليس فيها بساتين تحسن في عين المرء، وأن الأسواق والرعيَّة قريبة من دار المُلك وهذا الأمر خطير وقد يسهل من وجود الجواسيس بقصد التجارة، فأمر الخليفة بنقل الأسواق إلى الكرخ في سنة 157هـ / 774م، وأُعيد تصميم الطُّرُقات بحيث تكون متسعة أربعين ذراعًا في أربعين ذراعًا (نحو 45 متر في 45 متر) ومُنع الناس من البناء في هذه المساحة حتى لا تكون عشوائيَّة، وأمر بمد قناتين من دجلة. كانت الأبنية الفخمة في زمن المنصُور مقصورة على القصر والمسجد الجامع.

## انتقال المنصور والاستقرار فيها
أُنجز بناء معظم بغداد في سنة 146هـ / 763م أي بعد ثلاث سنوات من العمل عليها، ليُقبل المنصُور قادمًا إليها من الهاشميَّة في صفر سنة 146هـ / مايو 763م، وانتقلت معه الخزائن وبيوت الأموال والدواوين إليها في نفس السنة، مُستقرًا في قصره الذي عُرف بعدد من الأسماء مثل قصر باب الذهب أو قصر الذهب أو قصر أبو جعفر، مُحاطًا بأبنية بيوت أولاده والدواوين والحرس الخاص. كُلِّف بناء بغداد بصورتها البسيطة في زمن المنصُور 4 ملايين و833 ألف درهم، وقيل 18 مليون دينار. وعلى الرُّغم من التفاوت الكبير في رقم التكلفة بين المُؤرخين، فإنه كان يتم بالتشديد التام في الإنفاق، فقد حُبس أحد المُشرفين على البناء لعجز في الميزانيَّة بلغ خمسة عشر درهمًا، وهو مبلغ لا قيمة له بالنسبة لهذا العمل، إلا أنه يدل على مدى الاهتمام التي تميز بها المنصُور في مراقبة الفساد المالي أثناء إعمار المدينة.
يعد تخطيط مدينة السَّلام مُبهرًا وجديدًا من نوعه على مستوى المُدُن الإسلاميَّة، إذ كان تصميم السُّور دائريًا بمناطق مُنظمة الطُّرق ويتوسطهُ قصر الخليفة حتى لُقِّبت بالمدينة المُدوَّرة، فقيل أن النمط الدائري هو تراث آشوري منذ ما قبل الميلاد، وقيل بأنه تأثر بهندسة مدينة أكبتان - همدان حاليًا - عاصمة الميديين، فقد كانت محاطة بسبعة أسوار، وكان محل قصر الملك وبيت ماله في وسط السور الداخلي، بينما تقع بيوت الرعية بين الأسوار. ظهر الأثر الفارسي في تخطيط المدينة، إذ فصل الخليفة موقعه عن الرَّعية وجعل له مقامًا ساميًا يصعب الوصول إليه، كما أن ضخامة القصر والإيوان تظهر أبَّهة المُلك، ويشير الباحث العراقي عبد العزيز الدوري، إلى أن حصر بيوت السُّكان في أحياء منفصلة يمكن إغلاقها ليلًا وحراستها بصورة دقيقة، تدل على السُّلطة المُطلقة المُقتبسة من الفُرس، مُعارضة مع أرستقراطية الأمويين العرب والديمقراطيَّة الإسلاميَّة على حد سواء حسب تعبيره. اكتملت أعمال بناء بغداد من إكمال بناء السُّور الخارجي، وحفر الخندق حوله، ونقل الماء إلى المدينة في سنة 148هـ / 766م، ليبلغ محيط بغداد 4 أميال (أي نحو 5 كيلومتر مربع). أمر المنصُور ببناء قصر على نهر دجلة، عُرف لاحقًا بقصر الخُلد، فافتُتح سنة 158هـ / 775م، وانتقل إليه المنصُور، غير أنه لم يهنأ به سوى فترة قصيرة بسبب وفاته في نفس السنة.

### بناء الرصافة
كان لبناء الرصافة في عام 768م في الجانب الشرقي من بغداد اسباب سياسية تهدف إلى زيادة تأمين سلامة حاضرة الدولة الجديدة وأمنها. فقد عنى المنصور بانشاء خط دفاعي عن العاصمة فكانت الرصافة المجاورة لبغداد انسب مكان لاقامة مثل هذا الخط، أي ان سبب بناؤها كان امرين، اولهما: سياسي وثانيهما: عسكري. فأما السياسي، حيث ان الرصافة قبل بنائها كانت تعرف بمعسكر المهدي لأنه عسكر فيه حين خرج إلى الري وان المنصور باشر ببناء قصر لابنه فيها، فأراد أن يخلد اسم ابنه كأثر له، أما من الناحية العسكرية فقد اهتم المنصور بتحصين العاصمة فقد اهتم بتحصين أغلب المدن ضمن خطة عسكرية شاملة أعدها لذلك.

## بغداد في عهد الرشيد

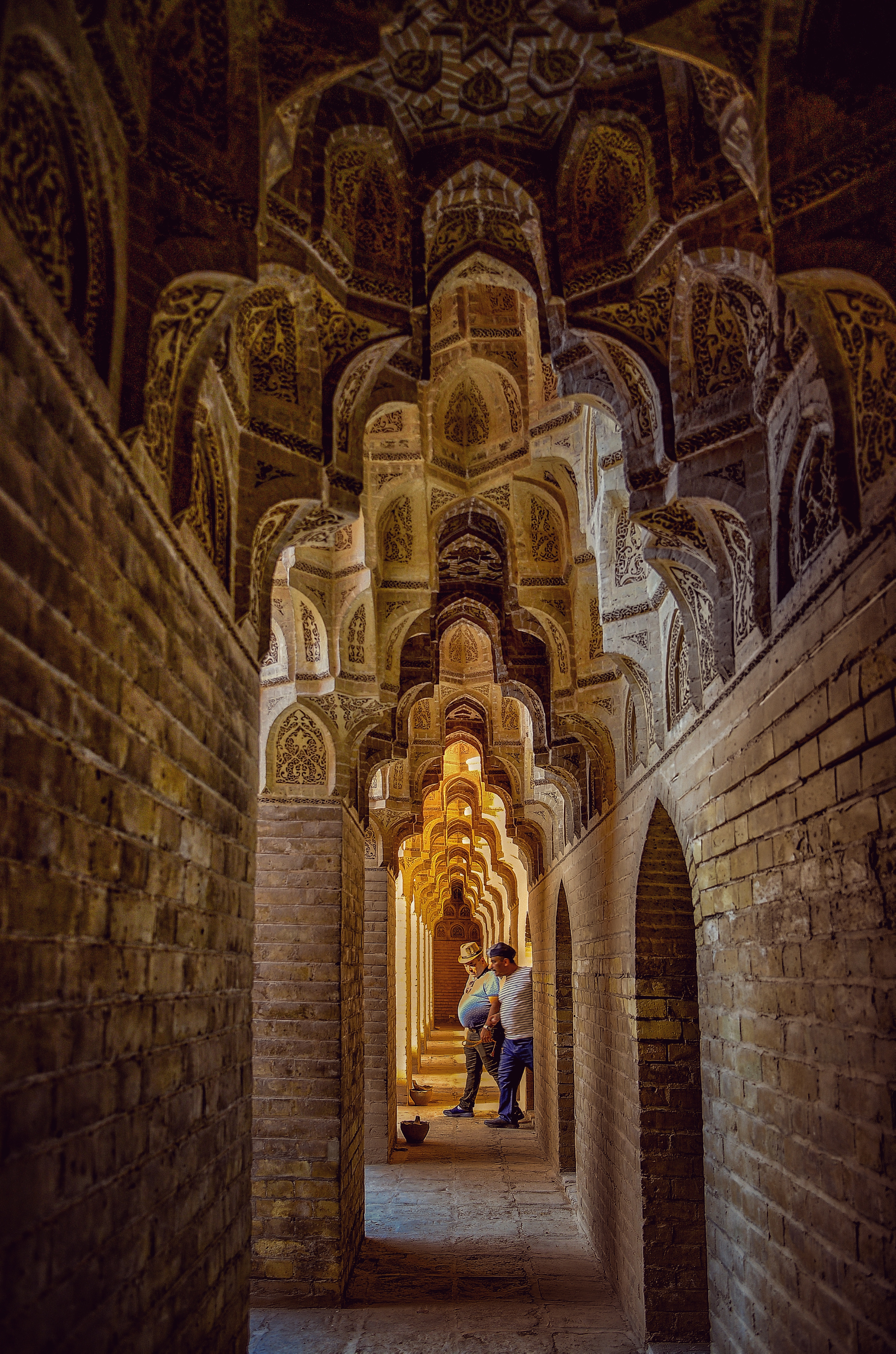
القصر العباسي في بغداد

أصبحت العاصمة العبَّاسيَّة بغداد قبلةً لطُلاب العلم في جميع أنحاء البِلاد، حيث يتوجَّه إليها كبار الفُقهاء والعُلماء والشُّعراء والأُدباء وطالبو العُلوم من شتَّى أنواعها. وبلغت بَغْدَاد في عهد الرَّشيد أعلى درجاتها من الحَضارةِ والرَّقي والعمران، فبُنيت بها القُصور الشَّاهقة، وزادت موارد ثرواتها، وكان التُّجار يأتون إليها من أقصى البلدان، فمن الصين، والهند، إلى بلاد الأندلُس والشُّعوب الجرمانيَّة. لم تكن بغداد لتُقاس وتُقارن حتى مع القسطنطنيَّة عاصمة البيزنطيين، أو عاصمة شارلمان في ذلك الوقت آخن، فقد احتوت على كافة أسباب النَّعيم والترف بعد مدة قصيرة من بنائها إلى جانب كونها مدينةَ العُلوم والفُنون. كما انطلقت من بغداد الرِّحْلات الدعويَّة للإسلام، فوصلت إلى البلقان، والصين، وسيبيريا.
أما من حيث العمارة، فقد بُنيت فيها القصور الفخمة التي أنفق على بناء بعضها مئات الألوف من الدنانير، وتأنَّق مهندسوها في إحكام القواعد، وإجراء التصاميم المُذهلة، ففي الشَّرق كانت قصور البرامكة وما أنشأوه هناك من الأسواق والجوامع والحمَّامات، بينما في الجانب الغربي من نهر دجلة، كان قصر الخُلد الذي بناه المنصُور ويقيم فيها الخليفة الرَّشيد في الكثير من الأحيان، وإلى جواره قصور الخلافة، التي كانت تبهر النَّاظرين اتساعًا وجمالًا. وكانت متاجر البلدان القاصية تصلها برًا وبحرًا، من باب خُراسان تأتي البضائع من الصين والهند، ومن باب الشَّام تأتي بضائع الجزيرة، ومصر غالبًا، ومن باب الكوفة البضائع من شبه الجزيرة العربيَّة، وكانت الطرق آمنة والناس يسلكون طرقهم بسلام، وكان الرَّشيد ووزراؤه حريصين على تأمين جميع الطُّرق.

## نهضة بغداد اللَّاحقة

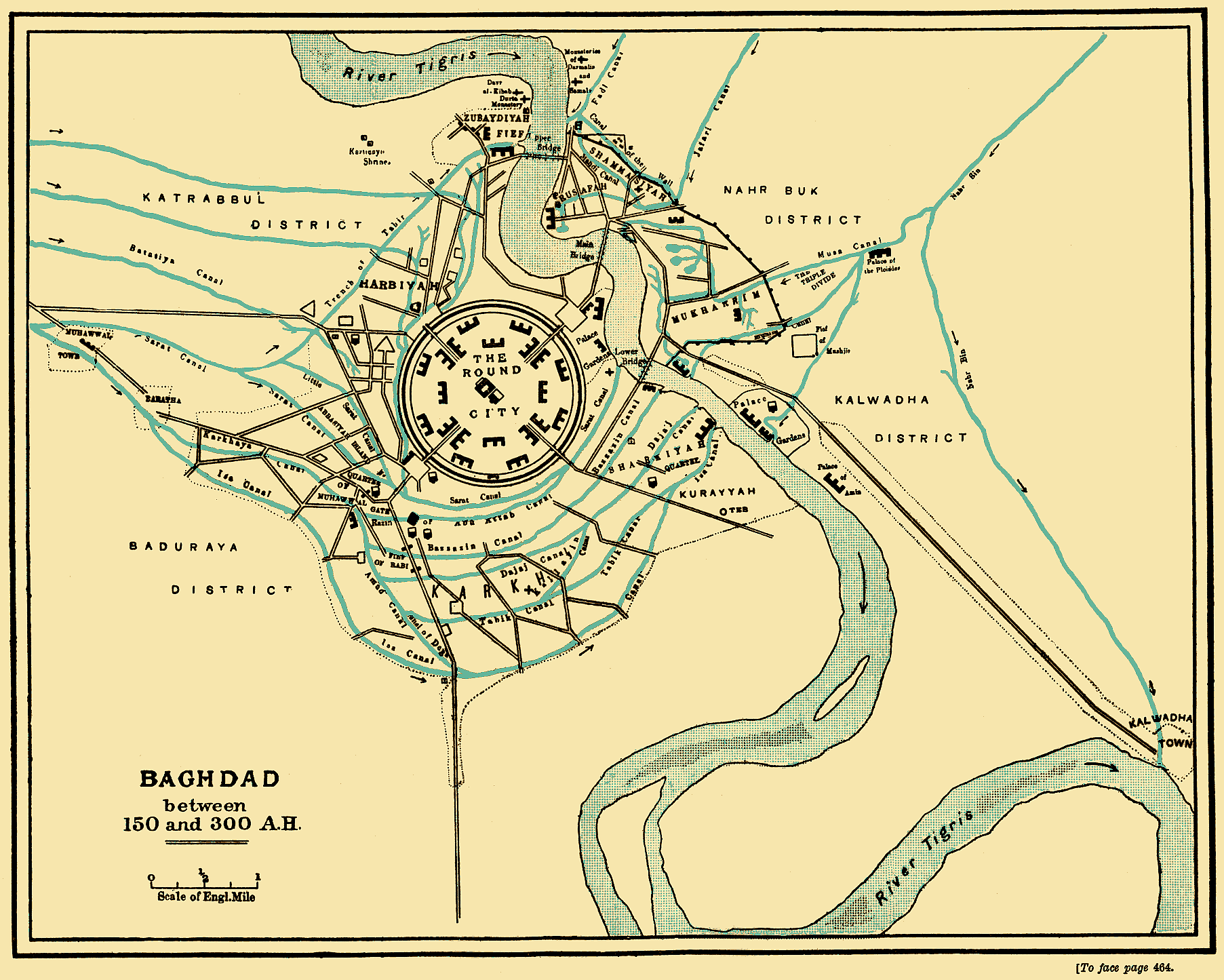
مدينة بغداد بين عامي 150 و300 هـ (767 و912 م)

بسبب التخطيط الدائري للمدينة، فإن ذلك لم يعطها قدرًا من النمو والاتساع، فاتجه الناس بعد ذلك إلى البناء خارج الأسوار، فأنشئت الكرخ وأصبحت مدينة خاصَّة للتجَّار، وبنيت الرصافة في الجانب الشرقي من بغداد، واتسعت المدينة على جانبي دجلة اتساعًا منقطع النظير. بقيت المدينة المُدوَّرة التي بناها المنصُور على حالها حتى وفاة حفيده هارُون الرَّشيد سنة 193هـ / 809م، فقد شبَّت الحرب بين الأمين والمأمُون وتعرَّضت للدمار في بعض أنحائها وأصيب قسمًا من سورها وبيوتها حين حاصرها القائد المأموني طاهر بن الحسين وضربها بالمجانيق. اختفت مدينة المنصُور عن الأنظار بنهاية القرن الرَّابع الهجري / أوائل القرن الحادي عشر الميلادي، فقد تداخلت الأقسام الباقية من المدينة مع الأبنية التي قامت خلف أسوار بغداد القديمة وحولها.
يعد بناء حاضرة الخلافة الجديدة بمثابة تحوُّل مركز الثقل السياسي من دمشق إليها، وأصبحت الولايات على امتداد الخلافة الإسلاميَّة تتلقى أوامرها منها، وقد نهضت بغداد خير نهوض على مدى قرن ونصف وخلَّدت العُلماء والأعمال العِلميَّة والأدبيَّة والفنيَّة، وطغت شهرتها على القسطنطينية وغيرها من المُدُن الإسلاميَّة المُعاصرة لها، واستمرت مكانتها السياسيَّة في زمن ابنه المهدي وأحفاده من الهادي حتى المُعتصم (833-842م) حين فقدت مكانتها السياسيَّة كمركز للخلافة في عهده لصالح سُرَّ من رأى التي بناها، ثم عادت أهميتها في عهد المُعتضد (892-902م) حين عاد إليها، وبقيت حاضرة للخلافة الإسلاميَّة وحكم بني العبَّاس حتى سقوطها على يد المغول سنة 656هـ / 1258م.

### مكانتها العلمية والثقافية
يظهر واضحًا من الآثار العلمية والأدبيَّة التي خلدتها، ويمكن القول أنها فاقت دمشق عاصمة الأمويين، وطغت شهرتها على القسطنطينية عاصمة الروم البيزنطيين، ولم تبلغ أيٌ من المدن الإسلاميَّة المعاصرة لها ما بلغته بغداد من شهرة في هذا المضمار. وأنشأ بما يعرف ببيت الحكمة في بغداد وزودها بأعداد كبيرة من الكتب والمؤلفات من مختلف بقاع الأرض. وكانت تضم غرفًا عديدة تمتد بينها أروقة طويلة، وخُصصت بعضها للكتب، وبعضها للمحاضرات، وبعضها الآخر للناسخين والمترجمين والمجلدين. كما تمت في عهده أول ترجمة إلى العربية لأشهر كتاب علمي عرف في التاريخ وهو "كتاب الأصول (الأركان) في الهندسة والعدد لإقليدس، وتطورت العلوم خصوصًا الفيزياء الفلكية والتقنية، وابتكرت عدد من الاختراعات كالساعة المائية. كما أنشئ في عهده أول مصنع للورق ببغداد سنة 795 م وصار سوق الوراقين لاحقا الذي يضم مئات الحوانيت التي تبيع السلع الورقية الفاخرة مفخرة عاصمة العباسيين وكان ورق بغداد يقدر تقديرا عاليا في المنطقة حتى أن بعض المصادر البيزنطية تسمي الورق بصحف بغداد (Bagdatixon) في ربط مباشر بينه وبين مدينة بغداد.

## معرض الصور

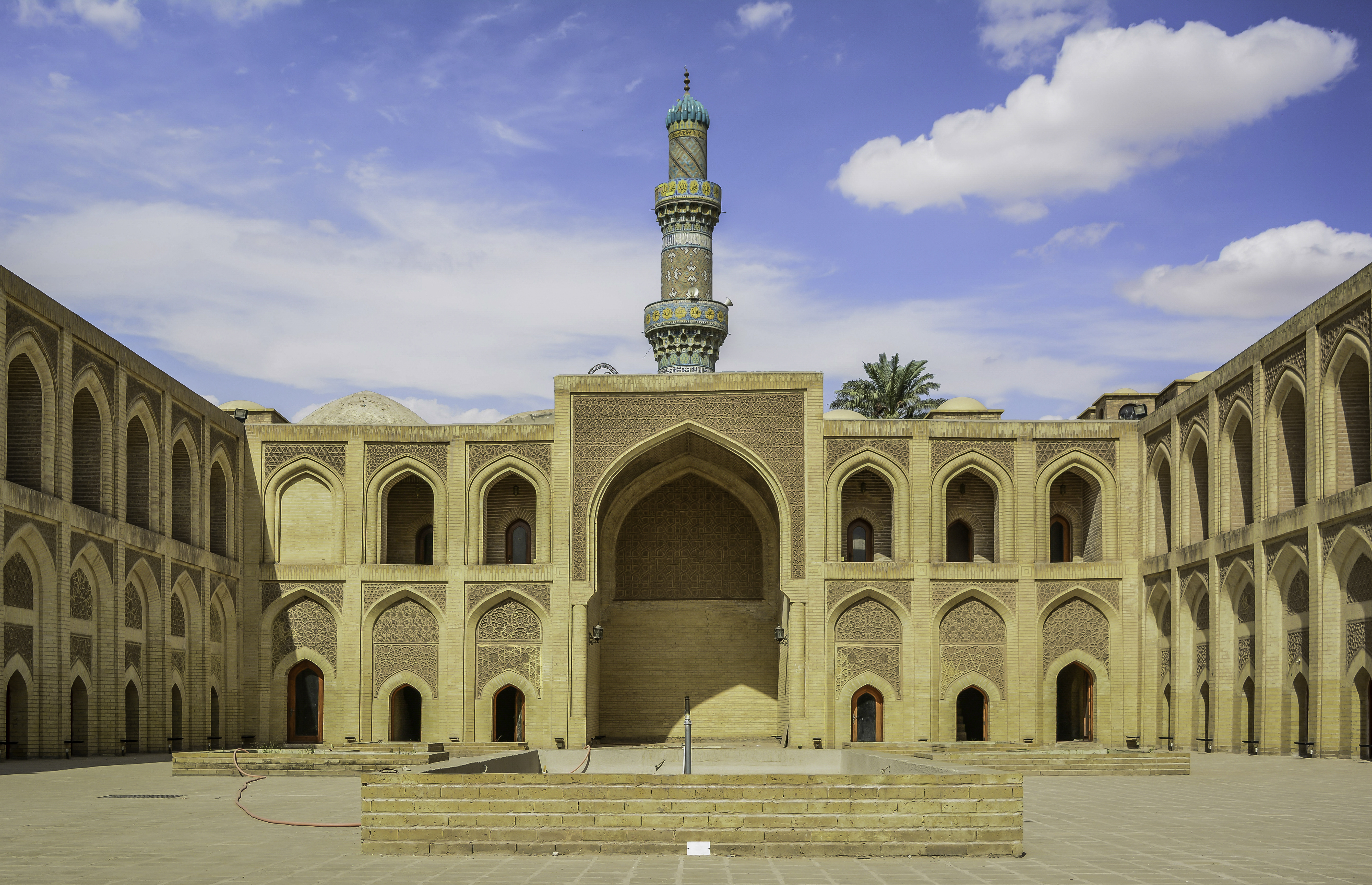
المدرسة المستنصريَّة 1
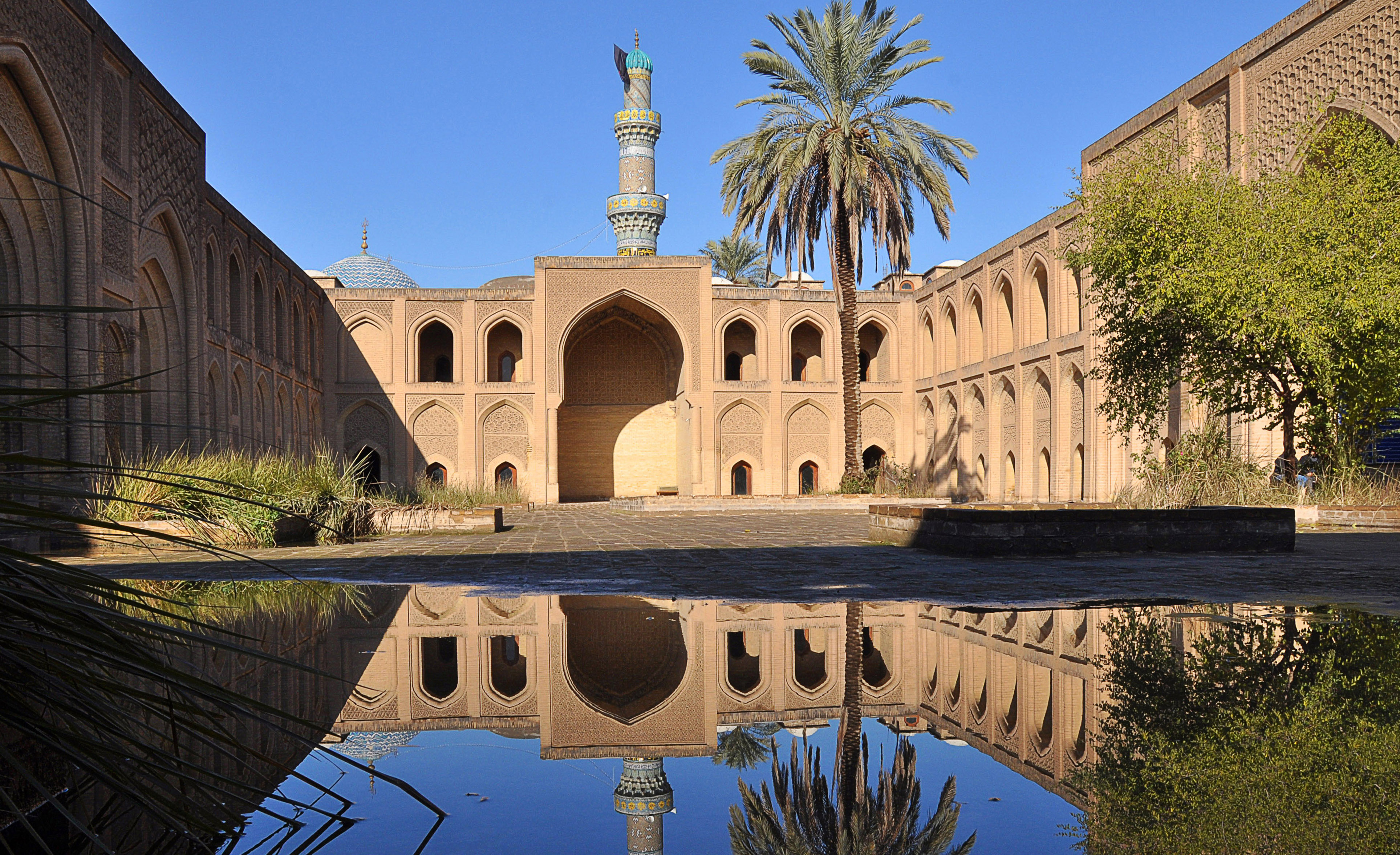
المدرسة المستنصرية 2
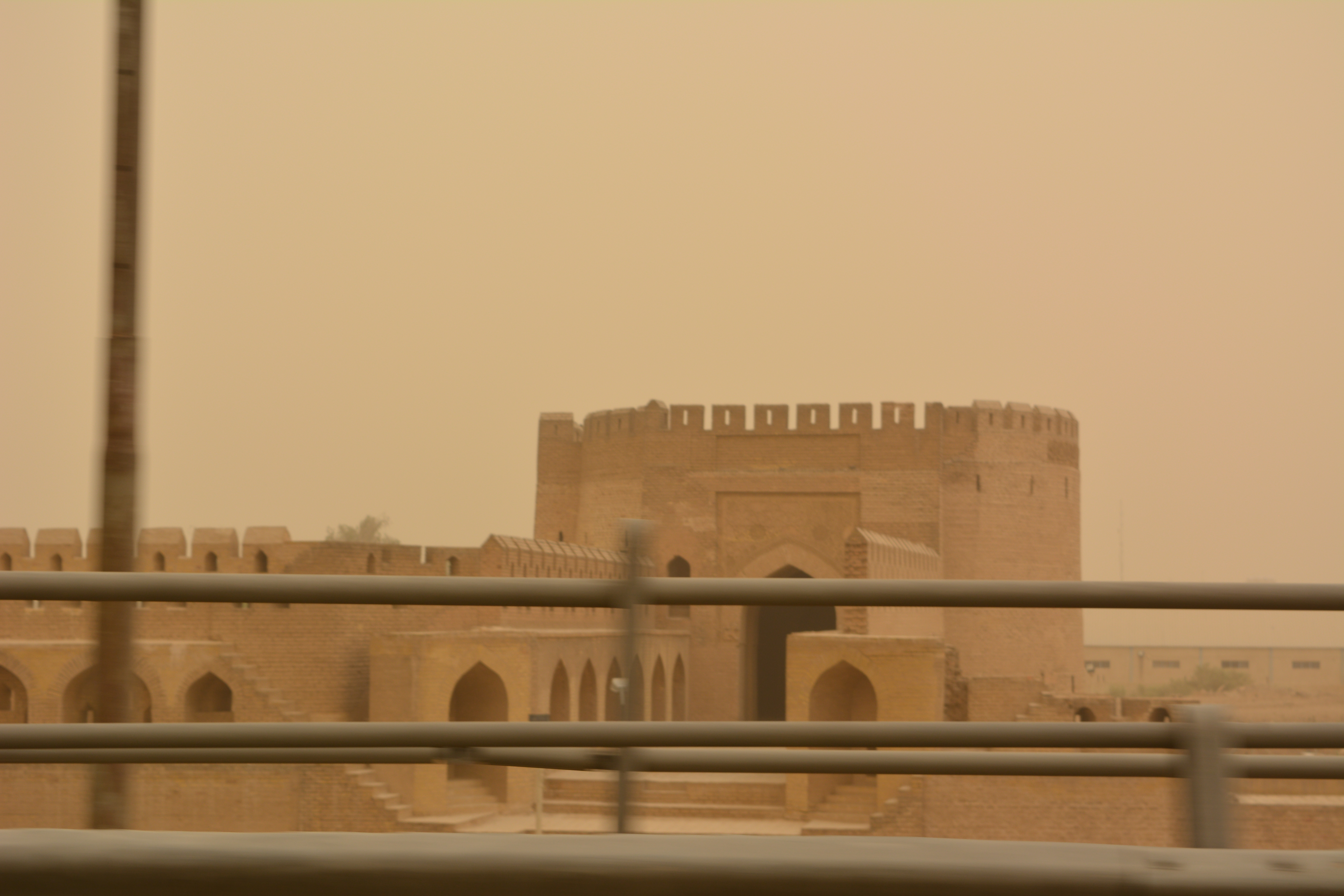
الباب الوسطاني 1
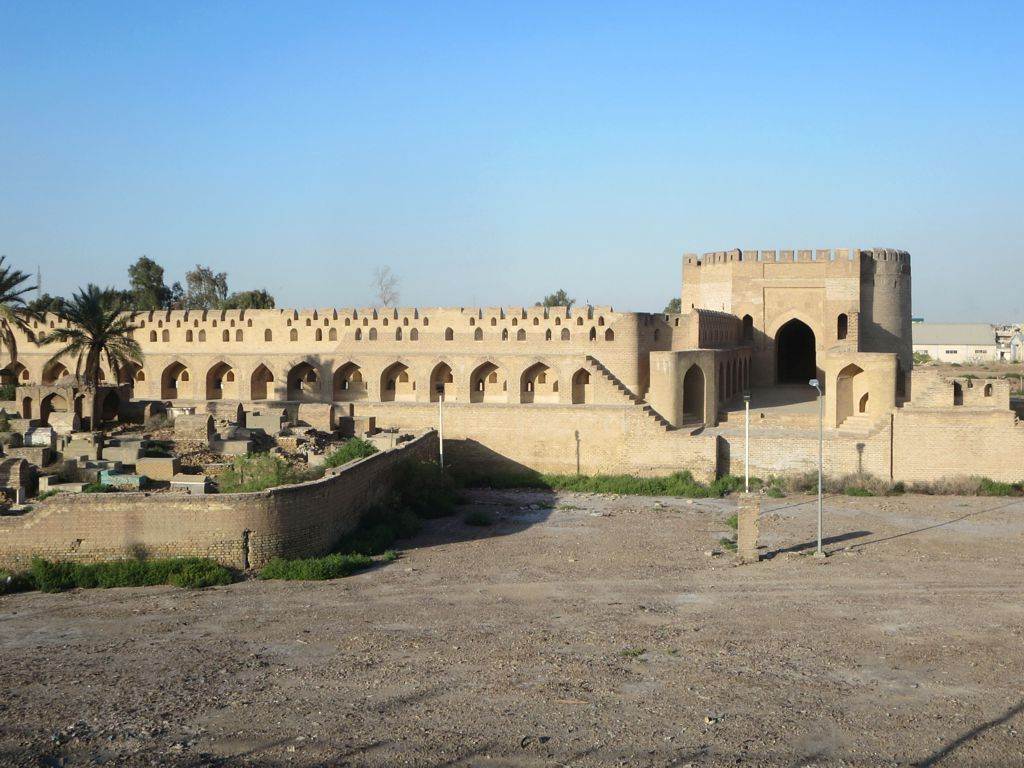
الباب الوسطاني 2
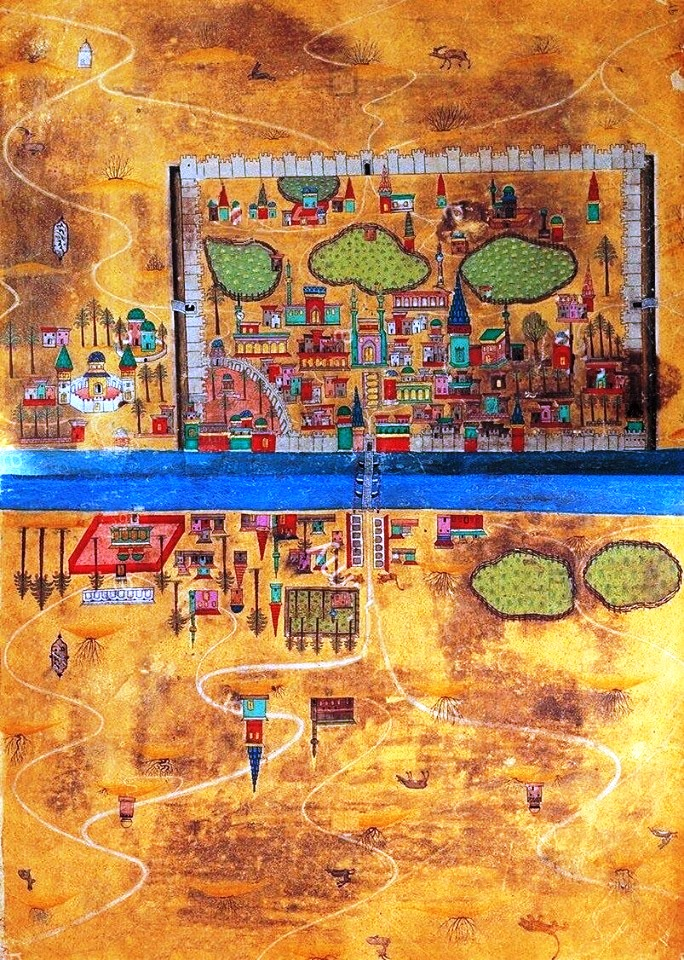
خارطة بغداد
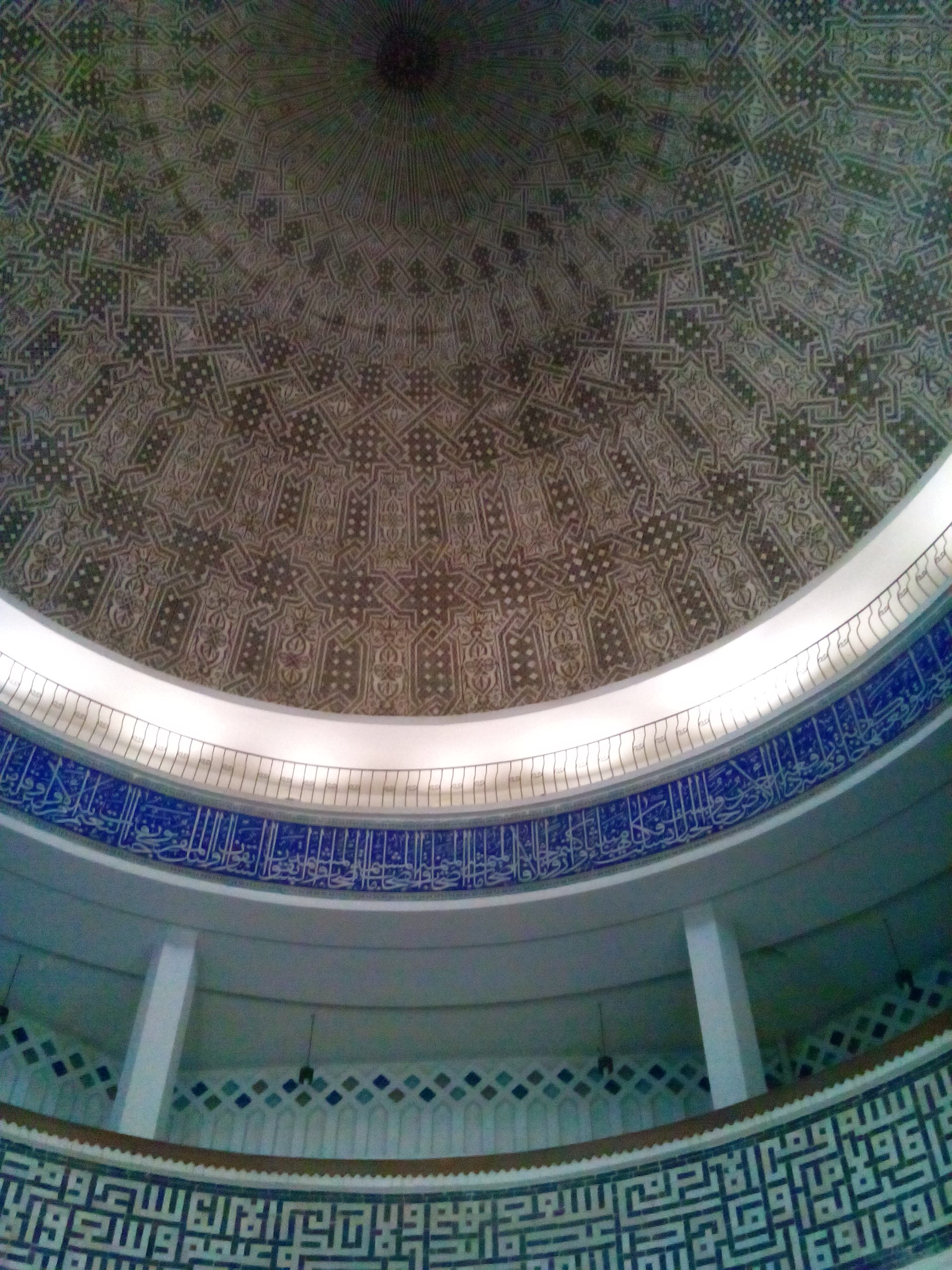
مسجد الخلفاء في بغداد يعود للعصر العباسي

### فهرس المنشورات
1. ↑  مديرية الآثار العامة (1970). المواقع الاثرية في العراق (PDF). مطبعة الجمهورية. ص. 65. مؤرشف من الأصل (PDF) في 2024-07-15.
2. ↑  ابن الأثير (2005)، ص. 817 و822.
3. ↑  الحموي (1977)، ج. 1، ص. 457.
4. ↑  الدوري (1997)، ص. 75.
5. ↑  العاني (1981)، ص. 348-349.
6. ↑  الطبري (2004)، ص. 1547-1549.
7. ↑  الدوري (1997)، ص. 76.
8. 1 2  العاني (1981)، ص. 352-353.
9. 1 2  الطبري (2004)، ص. 1548.
10. ↑  إلهامي (2013)، ص. 287-288.
11. ↑  العاني (1981)، ص. 350-351.
12. 1 2 3  إلهامي (2013)، ص. 289.
13. 1 2 3  الطبري (2004)، ص. 1549.
14. ↑  العاني (1981)، ص. 366.
15. ↑  اليعقوبي (2010)، ج. 2، ص. 312.
16. ↑  الحموي (1977)، ج. 1، ص. 456-457.
17. ↑  البغدادي (2004)، ج. 1، ص. 80-81.
18. 1 2 3 4  إلهامي (2013)، ص. 290.
19. 1 2 3  الدوري (1997)، ص. 77.
20. 1 2 3  ابن الأثير (2005)، ص. 822.
21. ↑  مشايرية (2021)، ص. 1287.
22. ↑  العلي (1988)، ص. 23.
23. 1 2  البغدادي (2004)، ج. 1، ص. 93-94.
24. ↑  العلي (1988)، ص. 278-279.
25. ↑  البغدادي (2004)، ص. 97-98.
26. ↑  العاني (1981)، ص. 363-364.
27. ↑  ابن كثير (2004)، ص. 1508.
28. ↑  مشايرية (2021)، ص. 1289-1290.
29. ↑  العلي (1988)، ص. 20-21.
30. 1 2  العاني (1981)، ص. 362-365.
31. ↑  الحموي (1977)، ج. 4، ص. 365.
32. ↑  البغدادي (2004)، ج. 1، ص. 88.
33. ↑  العلي (1988)، ص. 32-33.
34. 1 2  العلي (1988)، ص. 20.
35. ↑  الحموي (1977)، ج. 1، ص. 459.
36. 1 2  البغدادي (2004)، ج. 1، ص. 90.
37. ↑  إلهامي (2013)، ص. 287.
38. ↑  ابن العمراني (1999)، ص. 67.
39. ↑  البلاذري. فتوح البلدان. {{استشهاد بكتاب}}: |عمل= تُجوهل (مساعدة)
40. ↑  حسن (1996)، ج. 2، ص. 55.
41. ↑  أمين (2014)، ص. 44.
42. ↑  الخضري (2003)، ص. 130.
43. ↑  العاني (1981)، ص. 368.
44. ↑  العاني (1981)، ص. 368-369.
45. ↑  العاني (1981)، ص. 366-367.
46. ↑  ياكوب (1946)، ص. 37-38.
47. ↑  ليونز (2010)، ص. 86.
48. ↑  عطا الله (1989)، ص. 29 - 30.

### معلومات المنشورات كاملة
الكُتُب العربيَّة مُرتَّبة حسب تاريخ النَّشر
- ياقوت الحموي (1977)، معجم البلدان (ط. 1)، بيروت: دار صادر، OCLC:1014032934، QID:Q114913343
- صالح أحمد العلي (1988)، معالم بغداد الإدارية والعمرانية: دراسة تخطيطية (ط. 1)، بغداد: دار الشؤون الثقافية العامة، OCLC:4771143969، QID:Q126680900
- عبد العزيز الدوري (1997)، العصر العباسي الأول: دراسة في التاريخ السياسي والإداري والمالي (ط. 3)، بيروت: دار الطليعة للطباعة والنشر، OCLC:4770054541، QID:Q126953283
- ابن العمراني (1999)، الإنباء في تاريخ الخلفاء، تحقيق: قاسم السامرائي (ط. 1)، القاهرة: دار الآفاق العربية، OCLC:41180859، QID:Q56367172{{استشهاد}}:  صيانة الاستشهاد: ref duplicates default (link)
- الخطيب البغدادي (2004)، تاريخ بغداد أو مدينة السلام، تحقيق: مصطفى عبد القادر عطا (ط. 2)، بيروت: دار الكتب العلمية، OCLC:4771411351، QID:Q126373194
- محمد بن جرير الطبري (2004). تاريخ الأمم والملوك، تاريخ الطبري: طبعة مقدم لها بتوضيح في أسانيد الطبري وبيان المؤاخذات عليها، وصححت النسخة على أصح النسخ الموجودة، وخدمت بفهارس للآيات وفهارس للأحاديث، وفهارس للموضوعات. مراجعة: أبو صهيب الكرمي. عَمَّان: بيت الأفكار الدولية. ISBN:978-9957-21-152-3. OCLC:956977290. QID:Q123224476.
- ابن الأثير الجزري (2005)، الكامل في التاريخ، مراجعة: أبو صهيب الكرمي، عَمَّان: بيت الأفكار الدولية، OCLC:122745941، QID:Q123225171
- اليعقوبي (2010)، تاريخ اليعقوبي، تحقيق: عبد الأمير مهنا، بيروت، OCLC:759863356، QID:Q126721512{{استشهاد}}:  صيانة الاستشهاد: ref duplicates default (link) صيانة الاستشهاد: مكان بدون ناشر (link)
- محمد إلهامي (2013)، العباسيون الأقوياء: رحلة العباسيين منذ بداية الثورة وحتى نهاية عصرهم الذهبي، رحلة الخلافة العباسية (1) (ط. 1)، القاهرة: مؤسسة اقرأ، OCLC:908114750، QID:Q126202684

مقالات محكمة
- أيوب مشايرية (2021). "دور الخلفاء العباسيين في تنمية النشاط الصناعي خلال العصر الأول (132هـ_232هـ/749-847م)". مجلة جامعة الأمير عبد القادر للعلوم الإسلامية. ج. 35 ع. 1: 1268–1311. OCLC:9501956056. QID:Q127113271.